# Madhyanepal
Madhyanepal (Nepali मध्यनेपाल oder Madhya Nepal) ist eine Stadt (Munizipalität) im Südwesten des Distrikts Lamjung in Zentral-Nepal.
Madhyanepal bedeutet „Mitte Nepals“.

## Geschichte
Die Stadt Madhyanepal entstand im September 2015 durch Zusammenschluss der Village Development Committees (VDCs) Jita, Ramgha, Samibhanjyang, Suryapal und Tandrang.
Im Zuge der Neustrukturierung der lokalen Ebene und der Schaffung der Gaunpalikas (Landgemeinden) durch Zusammenlegung und Abschaffung der Village Development Committees am 10. März 2017 wurde die nördliche Nachbarstadt Karaputar und das VDC Neta nach Madhyanepal eingemeindet.

## Geographie
Die Stadt erstreckt sich über das Hügelland östlich des Madi Khola 20 km südwestlich der Distrikthauptstadt Besisahar.
Die Stadtverwaltung befindet sich im ehemaligen VDC Ramgha am linken Flussufer des Madi Khola.

## Einwohner
Bei der Volkszählung 2011 hatten die VDCs, aus welchen die Stadt Madhyanepal entstand, 10.852 Einwohner. Nach der Eingemeindung des Jahres 2017 wuchs die Einwohnerzahl auf 23.385 Einwohner.